# Musse Pigg i det gröna
Musse Pigg i det gröna (engelska: The Picnic) är en amerikansk animerad kortfilm med Musse Pigg från 1930.

## Handling
Det är sommar, och Musse Pigg tar ut Mimmi Pigg på en picknick. Musse och Mimmi hinner dansa med varandra, innan det börjar regna.

## Om filmen
Filmen är den 23:e Musse Pigg-kortfilmen som producerades och den åttonde som lanserades år 1930.
I filmen förekommer en tidig version av Musse Piggs hund Pluto, men som här heter Rover.
Filmen hade svensk premiär den 31 augusti 1931 på biografen Palladium i Stockholm.

## Rollista
- Walt Disney – Musse Pigg
- Marcellite Garner – Mimmi Pigg[6]